# قطن دارويني
قطن دارويني (الاسم العلمي: Gossypium darwinii)، هو نوع من نبات القطن يوجد فقط في جزر غالاباغوس. تشير الدراسات الجينية إلى أنها أكثر ارتباطًا بالنوع الأمريكي الأصلي قطن البرباد، وبالتالي يُعتقد أن بذورهُ وصلت من أمريكا الجنوبية مع الريح، في فضلات الطيور أو مع الحطام عن طريق البحر.

## روابط خارجية
- UC Botanical Garden Photo of Darwin's cotton